# Distrito de Soplín
El distrito de Soplín es uno de los diez que conforman la provincia de Requena, ubicada en el departamento de Loreto en el Nororiente del Perú. 
Su nombre es un homenaje al soldado Elías Soplín Vargas, héroe de la guerra colombo-peruana caído en el combate de Güepí en 1933.
Desde el punto de vista jerárquico de la Iglesia católica forma parte del Vicariato Apostólico de Requena.

## Historia
El distrito fue creado mediante Ley del 20 de julio de 1946, en el gobierno del presidente José Luis Bustamante y Rivero.Su nombre fue puesto en homenaje a su fundador Alejandro Soplin Mori

## Centros poblados
Según el Censo INEI 2017, el Distrito de Soplín tiene los siguientes centros poblados.
- Nueva Alejandría (Curinga)
- Nueva Esperanza
- Frontera
- España
- El Lobo
- Nuevo Capanahua
- Progreso

## Turismo
- Reserva nacional Matsés, hábitat de 177 especies de peces, 10 nuevas para el Perú y 8 podrían ser nuevas para la ciencia; 43 especies de mamíferos grandes; entre 100 y 120 especies de anfibios, incluyendo los (sapo) y (rana); 416 especies de aves.[3]

## Autoridades

### Municipales
- 2011 - 2014[4]
  - Alcalde: Abraham Gordon Rengifo, Movimiento Independiente Loreto - Mi Loreto (LML).
  - Regidores: Medardo Ruiz Ahuanari (LML), José David Maca Chumo (LML), Eugenia Cardozo Goñez (LML), Joel Perez Sinarahua (LML), Harold Mera Rios (APRA).
- 2007 - 2010
  - Alcalde: Ysabel Silva de Vargas.

## Festividades
- Junio: Fiesta de San Juan